# 豊田芙雄

豊田芙雄像（茨城県立水戸第二高等学校前）
1992年（平成4年）3月に豊田の功績を讃えて建立された。

豊田 芙雄（とよだ ふゆ、弘化2年10月21日（1845年11月20日） - 昭和16年（1941年）12月1日）は、女子教育家・幼児教育家。水戸大成女学校（現大成女子高等学校）校長などを歴任。女子高等教育の先駆者、日本の幼稚園教育の開拓者などともいわれ、日本の女子教育界発展に大きく貢献したほか、日本の保母第1号とされる。藤田東湖の姪であり、豊田香窓の妻でもある。幼名は冬、冬子。のち芙雄と改めたが、後年は芙雄子と署名することが多かった。

## 生涯
水戸藩郡奉行・桑原信毅（桑原治兵衛）の次女として、常陸国水戸城下藤坂町（現・茨城県水戸市五軒町）に出生。母は藤田東湖の妹の雪子。幼少時から学問を好み、薙刀術穴沢流の伝授も受けた。文久2年（1862年）、豊田天功の子・小太郎（豊田香窓）と結婚した。しかし、慶応2年（1866年）に香窓は暗殺され、生涯、再婚をすることもなかった。そのため芙雄には子ができず、天功の孫の伴を養子とした。
明治3年（1870年）、近所の子どもたちを集めて塾を開き、和歌や漢学を教える。さらに明治6年（1873年）に発桜女学校（現・水戸市立五軒小学校）ができると同校の教師となった。
明治8年（1875年）に新設された東京女子師範学校（現・お茶の水女子大学）校長の中村正直に招かれて上京し読書教員となり、翌明治9年（1876年）に四等訓導兼副舎監となった。同年10月、同附属幼稚園（現・お茶の水女子大学附属幼稚園）が開設されるとその保母に任命され、日本の保母第1号（官立幼稚園の保母第1号）となった。同園には松野クララがおり、松野からドイツの幼稚園について学んだ。明治12年（1879年）、県令・岩村通俊の招きで鹿児島県に渡り、県立幼稚園の創設に尽力した。鹿児島では西郷隆盛が尊敬した藤田東湖の姪として歓迎され、「女神様」と呼ばれた。
明治20年（1887年）からの3年間、イタリア全権大使の徳川篤敬侯爵夫妻に随行してローマに渡り、文部省から依託されてヨーロッパ各地の女子教育を調査した。帰国後、明治27年（1894年）に寄宿制の翠芳学舎を開くも1年で閉校し、明治28年（1895年）に栃木県高等女学校（現・栃木県立宇都宮女子高等学校）で女子教育に従事し、明治34年（1901年）、前年に新設された水戸高等女学校（現在の茨城県立水戸第二高等学校）に着任、明治36年（1903年）からは水戸女子師範学校（現・茨城大学教育学部）の教諭を兼任して国語漢文科の教員免状を受けた。大正11年（1922年）に水戸高等女学校を退職すると、私立好文女学校講師や大成女学校（現在の大成女子高等学校）校長などを務めた。「女が女の特性を発揮させ、良妻賢母になるために高等教育が必要」であると説いて、日本の女子高等教育の開拓・発展に大きく貢献した。

## 年譜
- 1845年 水戸に生まれる[4]。
- 1862年 豊田香窓と結婚する[4]。
- 1866年 豊田香窓、暗殺される[4]。
- 1875年 東京女子師範学校（現在のお茶の水女子大学）の読書教員となる[4]。
- 1876年 四等訓導兼副舎監となる。日本の保母第1号となる[4]。
- 1887年 ヨーロッパに留学する（約3年間）。
- 1901年 水戸高等女学校（現在の茨城県立水戸第二高等学校）[4]、女子師範学校の教諭となる。
- 1922年 水戸高等女学校を退職する[4]。
- 1941年 永眠[4]。享年97。

## 著書
- 『女子家庭訓』（編著）

## 備考
- 1925年12月17日 新聞『いはらき』が、3ページ全面の特別印刷芙雄子号を発行して、芙雄の功績をたたえた。
- 1976年11月 保母生誕百年記念『茨城保育まつり』が水戸市で開催されたとき、日本最初の保母としてその事跡が顕彰された。
- 芙雄の書き残した文書や愛用の九谷焼の茶碗は、ひ孫の高橋清賀子が継承している[5]。高橋は3歳まで芙雄と一緒に生活し、後に幼児教育研究家となった[5]。